# 클라우디아 술레프스키
클라우디아 술레프스키(폴란드어: Claudia Sulewski, 1996년 2월 19일 ~ )는 미국-폴란드 배우이다.

## 출연 작품
- 2016-2017: 통근 (The Commute)
- 2016-2018: 태그됨 (T@gged)
- 2017: 대 (Versus)
- 2019: 런어웨이즈 (Marvel's Runaways)
- 2022: 나는 아빠를 사랑해요 (I Love My Dad)